# Kiến gương mai rùa
Kiến gương mai rùa (tên khoa học Cephalotes specularis) là một loài kiến bắt chước các loài kiến khác không liên quan (Crematogaster ampla) để ăn cắp thực phẩm của chúng.
Loại kiến này có khả năng đột nhập và bắt trước kẻ thù từ cách di chuyển cho đến hành động, tuy nhiên không được phép gần gũi kẻ địch mặc dù chúng đang rất gần với kẻ thù và ăn cắp thức ăn của kẻ khác.
Kiến gương mai rùa là loài kiến đầu tiên được ghi nhận có khả năng bắt chước trực quan để ký sinh với loài kiến khác loài. Chúng thường đi phía sau và bắt chước về tốc độ cho đến tư thế của kẻ thù, nhờ vậy chúng không phải mất công tìm kiếm thức ăn.

## Sự khám phá
Trợ lý giáo sư sinh học Scott Powell của Đại học George Washington phát hiện ra chúng trong khi nghiên cứu về loài kiến rùa ở Brazil.